# 亚历山德拉·恩多洛
亚历山德拉·恩多洛（Alexandra Ndolo，1986年8月13日—）生于巴伐利亚拜罗伊特，是一名曾代表德国和肯尼亚参赛的女子击剑运动员，主攻重剑。她的父亲为肯尼亚人，母亲则是波兰人，她在童年时接触现代五项，11岁时开始爱上击剑，21岁时正式成为重剑选手。她最初代表德国参加国际比赛，期间曾加入过德国军队。2022年9月，她正式开始代表肯尼亚参赛。德国方面及国际奥林匹克委员会也在2023年批准她代表肯尼亚争取2024年巴黎奥运的资格。